# Gnophos alexandra
Gnophos alexandra är en fjärilsart som beskrevs av Eugen Wehrli 1953. Gnophos alexandra ingår i släktet Gnophos och familjen mätare. Inga underarter finns listade i Catalogue of Life.